# Bulbostylis briziformis
Bulbostylis briziformis is een plantensoort uit de cypergrassenfamilie (Cyperaceae). Het is een rechtopstaande grasachtige plant. De bloemhoofdjes hebben een bruine kleur.
De soort komt voor in tropisch West- en westelijk Centraal-Afrika.

## Soorten
- Bulbostylis spadicea (Lam.) Larridon & Roalson
- Nemum spadiceum (Lam.) Desv.
- Scirpus angolensis var. briziformis (Hutch.) S.S.Hooper
- Scirpus briziformis Hutch.
- Scirpus spadiceus (Lam.) Boeckeler
- Scirpus ustulatus Podlech
- Eriocaulon spadiceum Lam.